# Teatro Emperador
El teatro Emperador, diseñado en 1949 por el arquitecto madrileño Manuel de Cárdenas Pastor en colaboración con Gonzalo de Cárdenas Pastor y Francisco J. Sanz e inaugurado en 1951, es un importante y emblemático teatro español de la capital leonesa situado en el ensanche de la ciudad y protegido por las normas municipales de 1980. El edificio funcionó como cinematógrafo y sala para espectáculos desde su inauguración hasta 2006, cuando fue cerrado al público. Tres años más tarde, en 2009, el teatro fue adquirido por la Administración General del Estado, con la intención de ubicar en el mismo el Centro Nacional de Artes Escénicas y de las Músicas Históricas. El proyecto, sin embargo, no tuvo éxito y el teatro continuó cerrado.

## Historia

### Desarrollo del proyecto
El teatro Emperador fue encargado por la Empresa Leonesa de Espectáculos S.A. que por aquel entonces monopolizaba toda la exhibición cinematográfica y por ende la representación teatral de la ciudad a los arquitectos Manuel de Cárdenas Pastor, Gonzalo de Cárdenas Pastor y Francisco J. Sanz Martínez. El primer proyecto, presentado en diciembre de 1946 por Manuel y Gonzalo de Cárdenas, contemplaba tan solo la ocupación de la mitad de la parcela y planteaba una función exclusivamente cinematográfica, con una capacidad para 1378 personas, 882 en el patio de butacas y 492 en el anfiteatro, que accedían a sus localidades de forma segregada, llevando al límite la estratificación por clases imperante en la época.
En 1947, se desecha el antiguo proyecto y se presenta la solicitud de vaciado y sostenimiento de tierras de todo el solar que ocupa el Emperador, presentando un único plano sobre los cimientos que afecta ya a todo el solar. De este modo, y poco después, se presenta un nuevo proyecto, que incluía varios cambios notorios respecto al anterior de 1946. El nuevo proyecto presentaba una sala de función polivalente, ya que contempla tanto la representación teatral como la exposición cinematográfica, con una capacidad prácticamente igual a la inicial, de 1367 plazas, distribuidas no obstante de diferente forma al proyecto inicial, con 670 en el patio de butacas, 264 en el entresuelo, 383 en el anfiteatro y 50 en diez palcos.
El proceso termina en diciembre de 1949, cuando se presenta un cuarto y definitivo proyecto, al que se suma la firma del arquitecto local Francisco J. Sanz  para la ampliación de dos pisos en el torreón del chaflán, dando así satisfacción al ayuntamiento, que exigía un diseño que procurase un mayor empaque y altura que hermosease la plaza en la confluencia de Santa Nonia e Independencia. El edificio finaliza su construcción el 22 de septiembre de 1951, dos años después.

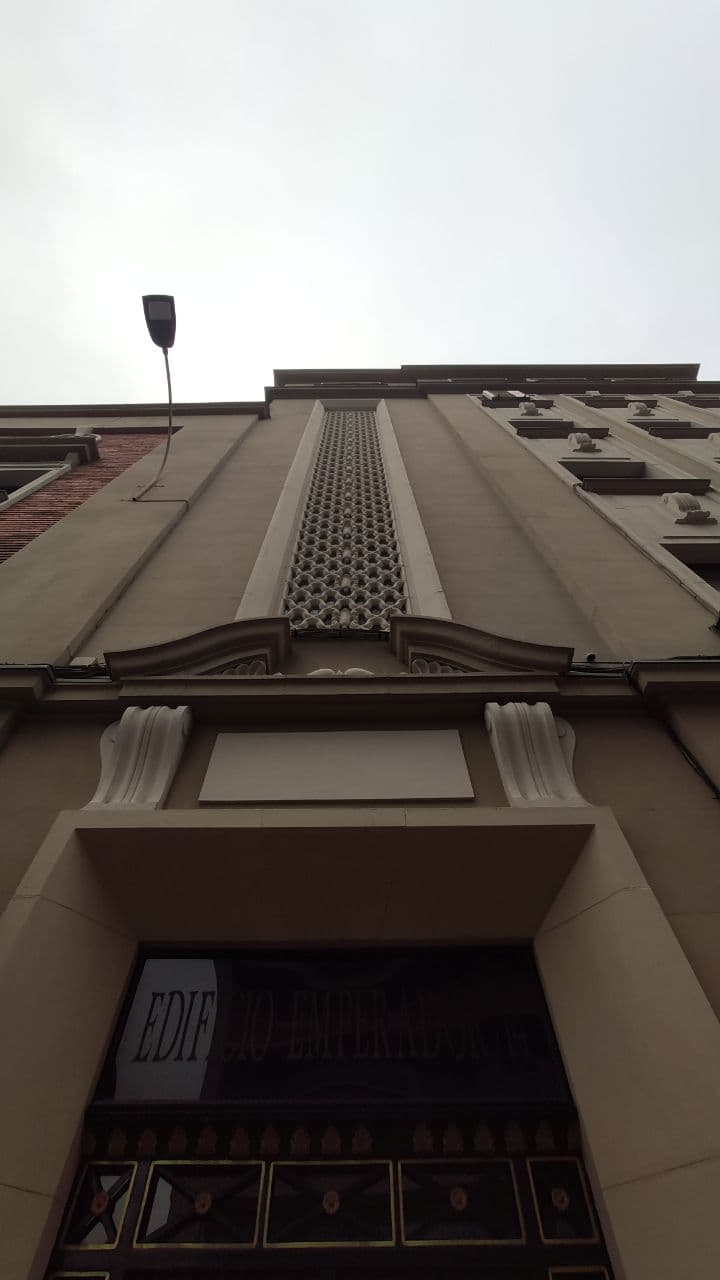
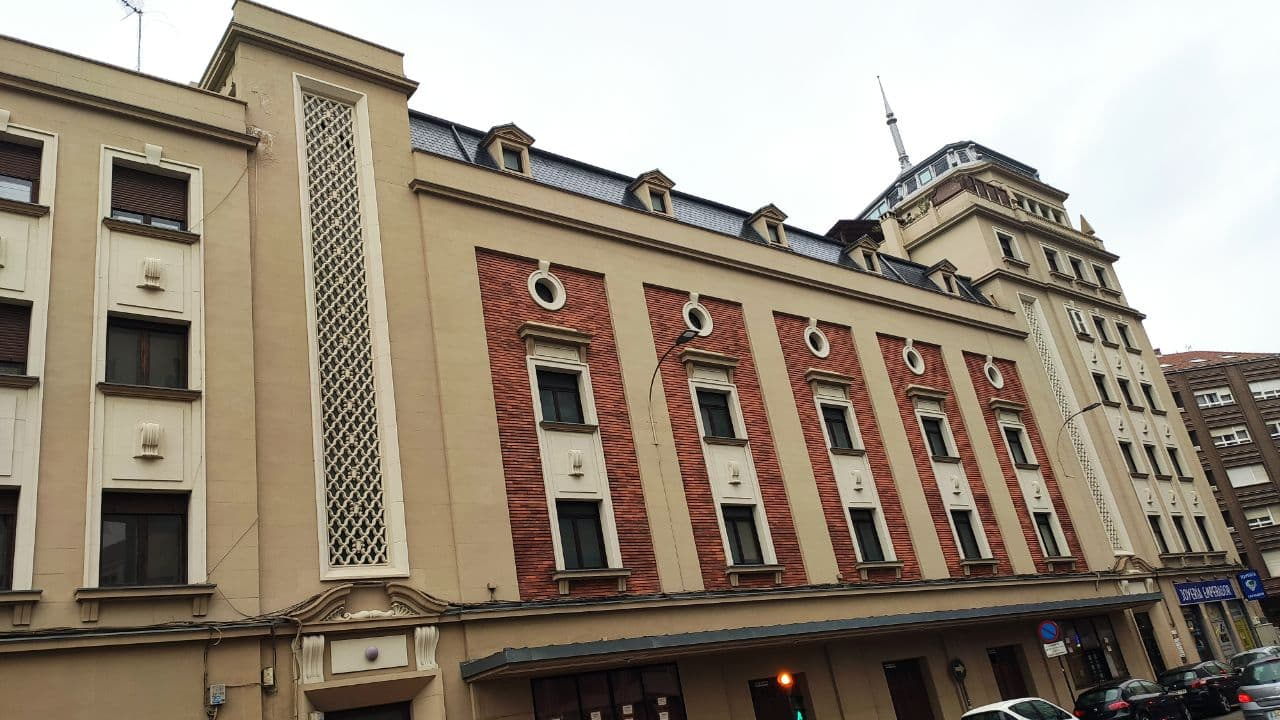
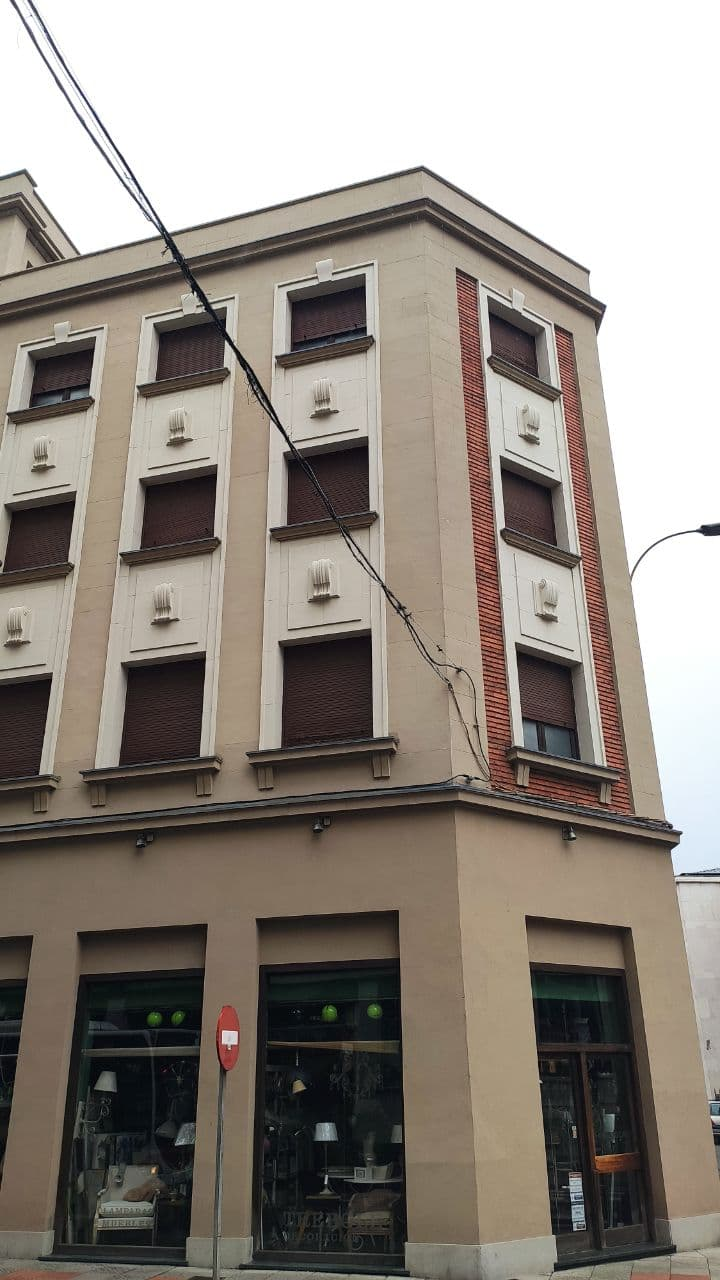

### Centro Nacional de Artes Escénicas
Tras permanecer en un funcionamiento ininterrumpido desde su inauguración en 1951, ante la imposibilidad de continuar abierto, tuvo que ser cerrado en 2006. La situación causó gran conmoción en la sociedad de la ciudad, que reclamó al ayuntamiento la compra del inmueble, algo que finalmente tuvo lugar en mayo de 2007, 186 días después del cierre, tras el abono por parte del municipio de 4,4 millones de euros a la empresa propietaria; Empresa Leonesa de Espectáculos. Los planes para el inmueble por parte del ayuntamiento leonés entonces fueron recuperar su función teatral y que de su rehabilitación se encargasen la caja de ahorros leonesa, Caja España y la Junta de Castilla y León.
Sin embargo, con el cambio de color político en el ayuntamiento tras las elecciones de marzo de 2007, cambiaron los planes sobre el uso del teatro. Así, el Ministerio de Cultura compró el inmueble por 4,7 millones de euros al Ayuntamiento y anunció la creación del Centro Nacional de Artes Escénicas y de las Músicas Históricas. Según el Ministerio, el teatro sería reinaugurado en 2011, tras una inversión de 5,5 millones de euros,  que incidiría en la restauración completa del edificio para que retome el aspecto planteado en el proyecto de Manuel de Cárdenas Pastor variando ligeramente el interior del edificio, con una reducción del aforo de las 1367 actuales a cerca de 1200, para cumplir con la normativa europea vigente sin impedir al teatro recibir todo tipo de manifestaciones musicales, escénicas y coreográficas de formato mediano. El proyecto nunca se puso en marcha y el edificio, sin uso, fue puesto a subasta en 2014, sin encontrar compradores.

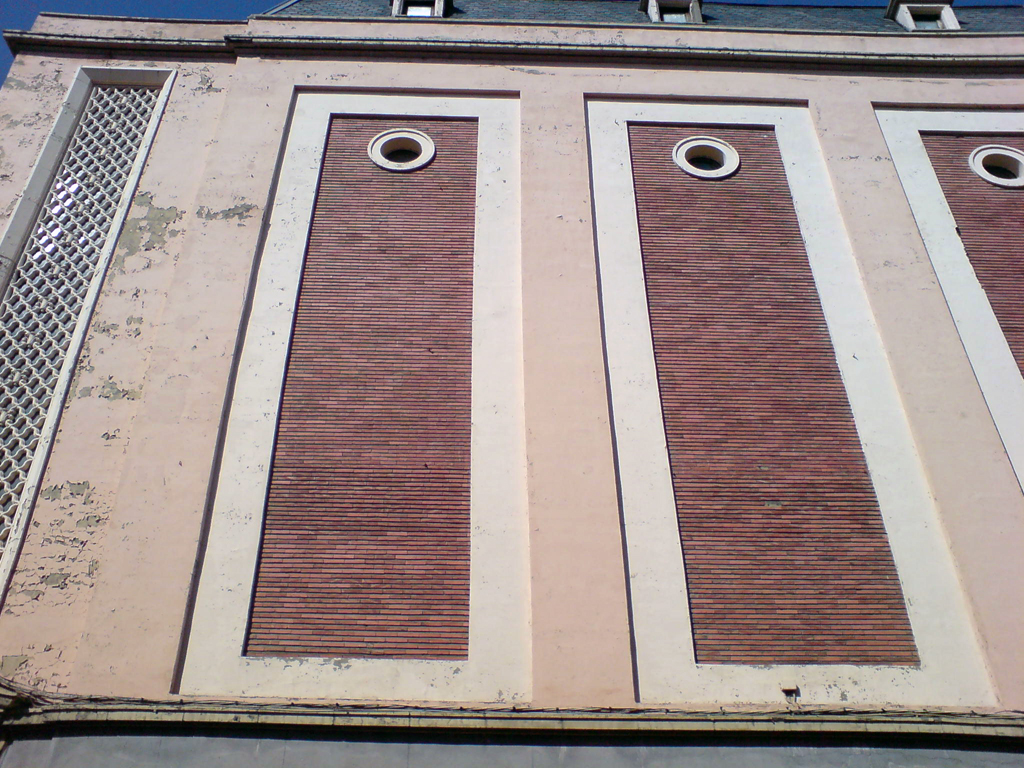
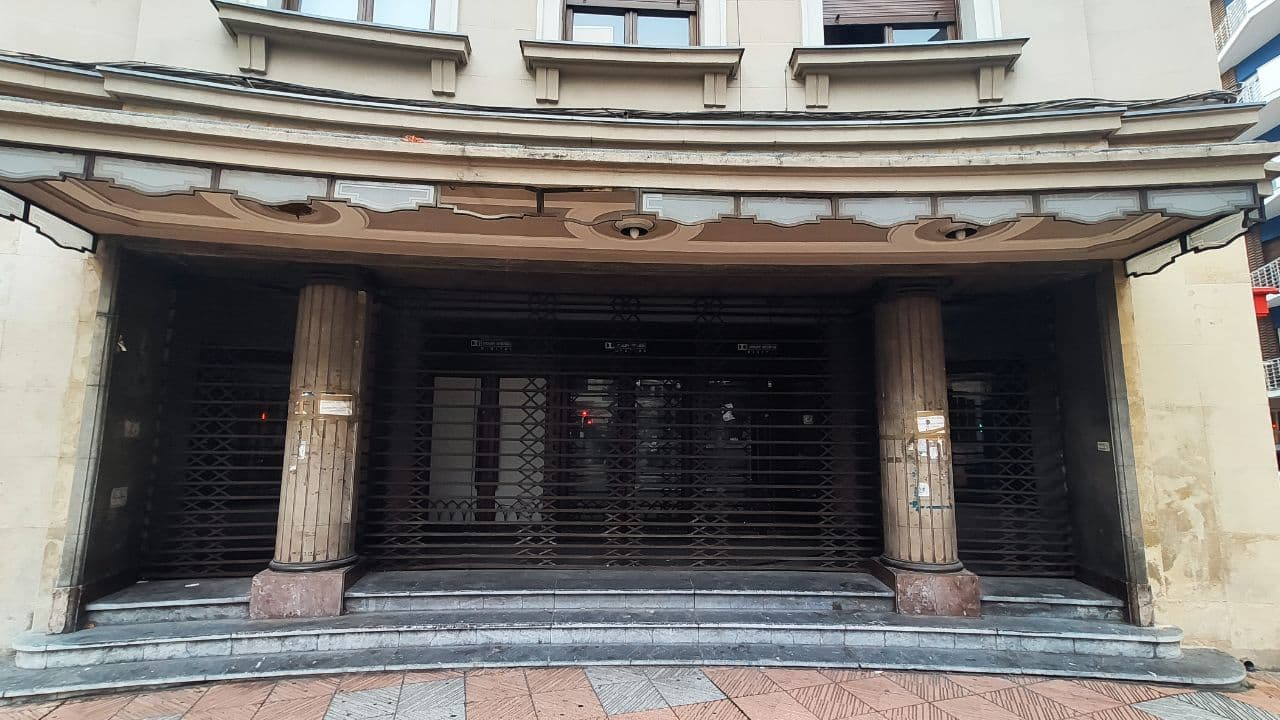
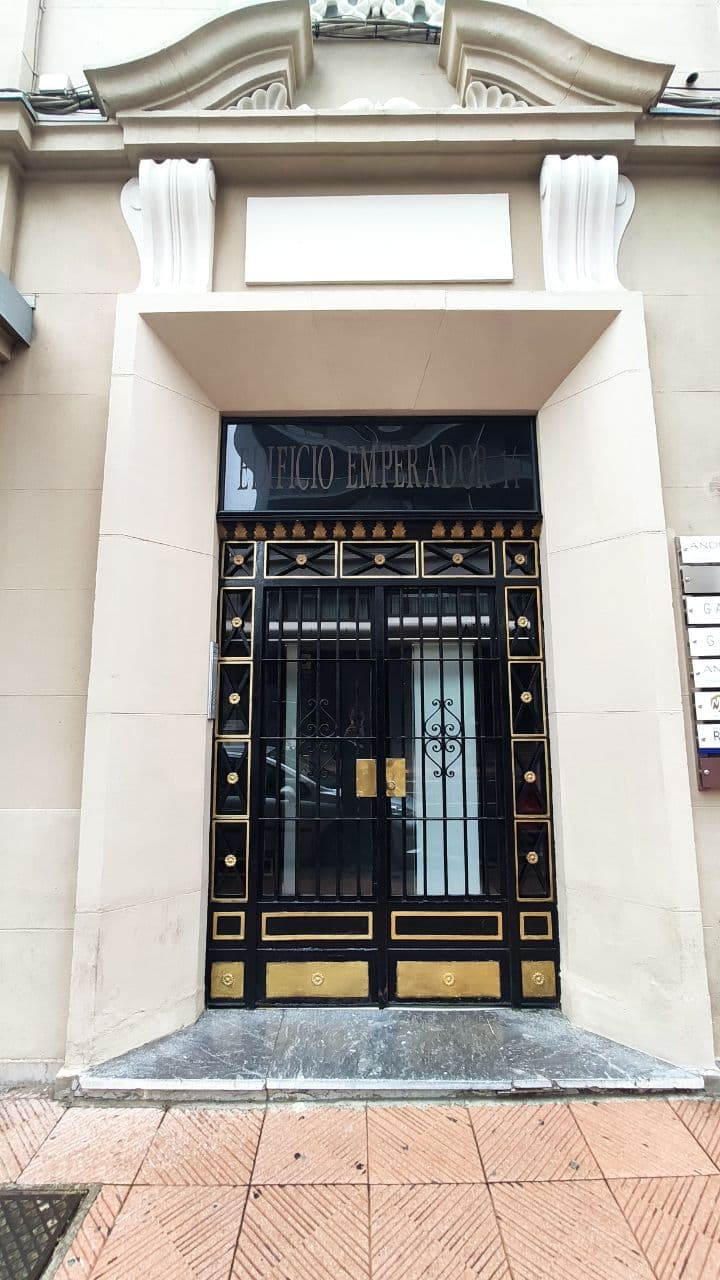
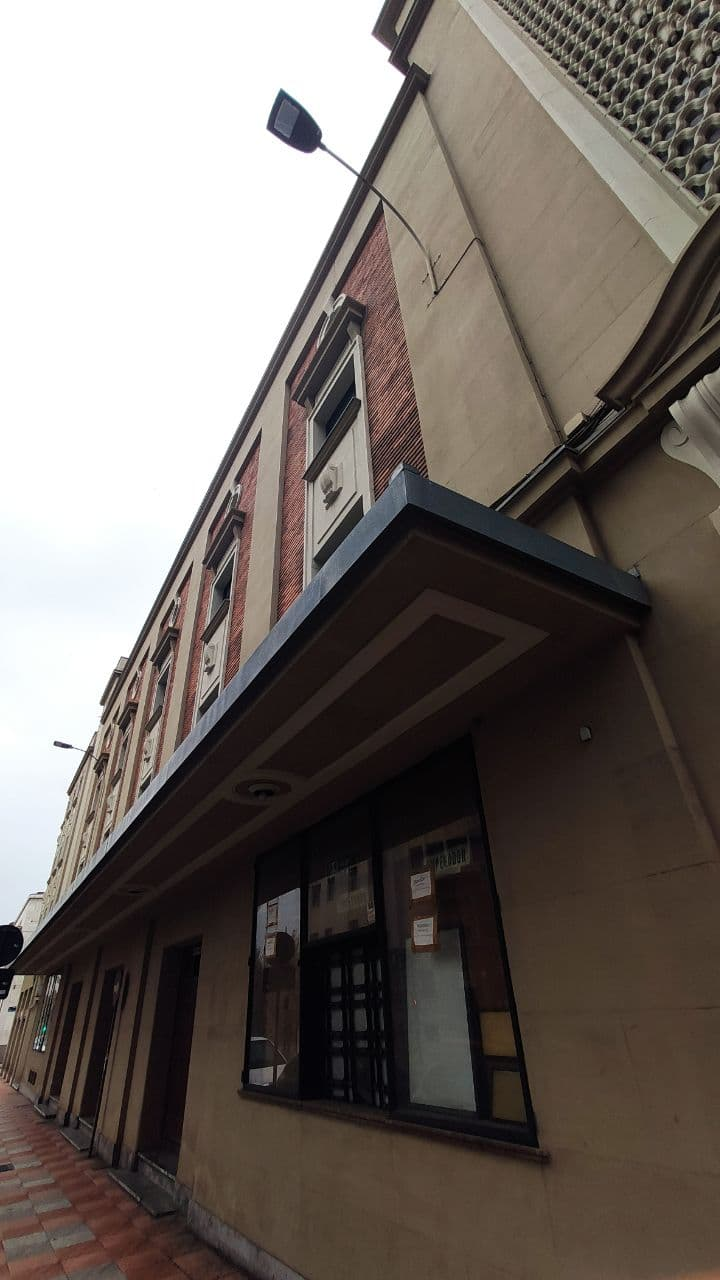

### Situación actual
El edificio tiene tres propietarios: el INAEM, la empresa leonesa de espectáculos y un particular, quienes se encargan del mantenimiento del mismo pese a continuar cerrado al público. El estudio para devolver la actividad al edificio certificó que el edificio no había sufrido en exceso desde su cierre en 2006, por lo que la puesta en marcha requeriría una actualización del edificio para adecuarse a las nuevas necesidades normativas. De esta manera, las actuaciones necesarias para el reinicio de la actividad son:
- Reparaciones y adecuación estructural de cubiertas y envolvente del edificio.
- Accesibilidad mediante la supresión de barreras arquitectónicas.
- Sectorización y evacuación de los sectores del público.
- Adecuación y dotación de camerinos y aseos para público y personal.
- Intervención sobre el foso de música, escena y escenario.
- Actualización y renovación de instalaciones generales de la infraestructura del edificio.
- Limpieza y reparación de elementos interiores.
- Equipamiento técnico escénico.
- Urbanización del entorno, adecuación de accesos y marquesinas.

Una serie de actuaciones que en conjunto elevarían la factura para su puesta en marcha a 3 084 383,87 euros según dicho estudio.

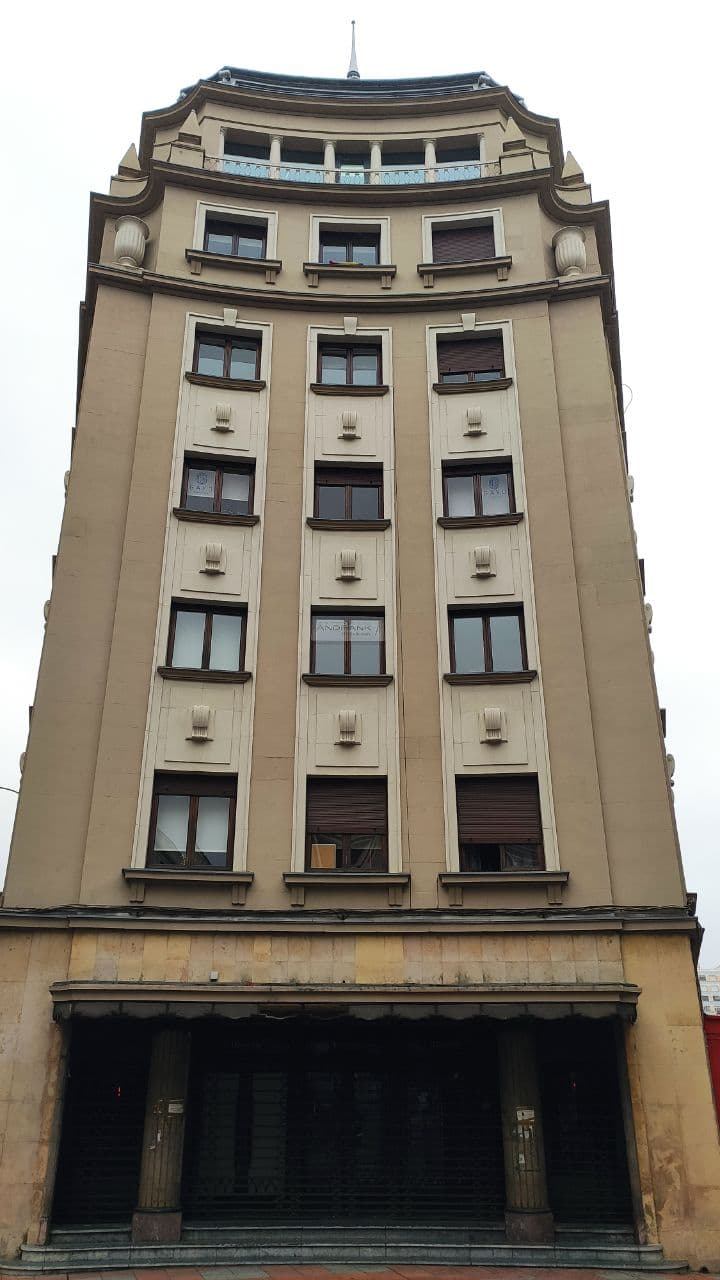
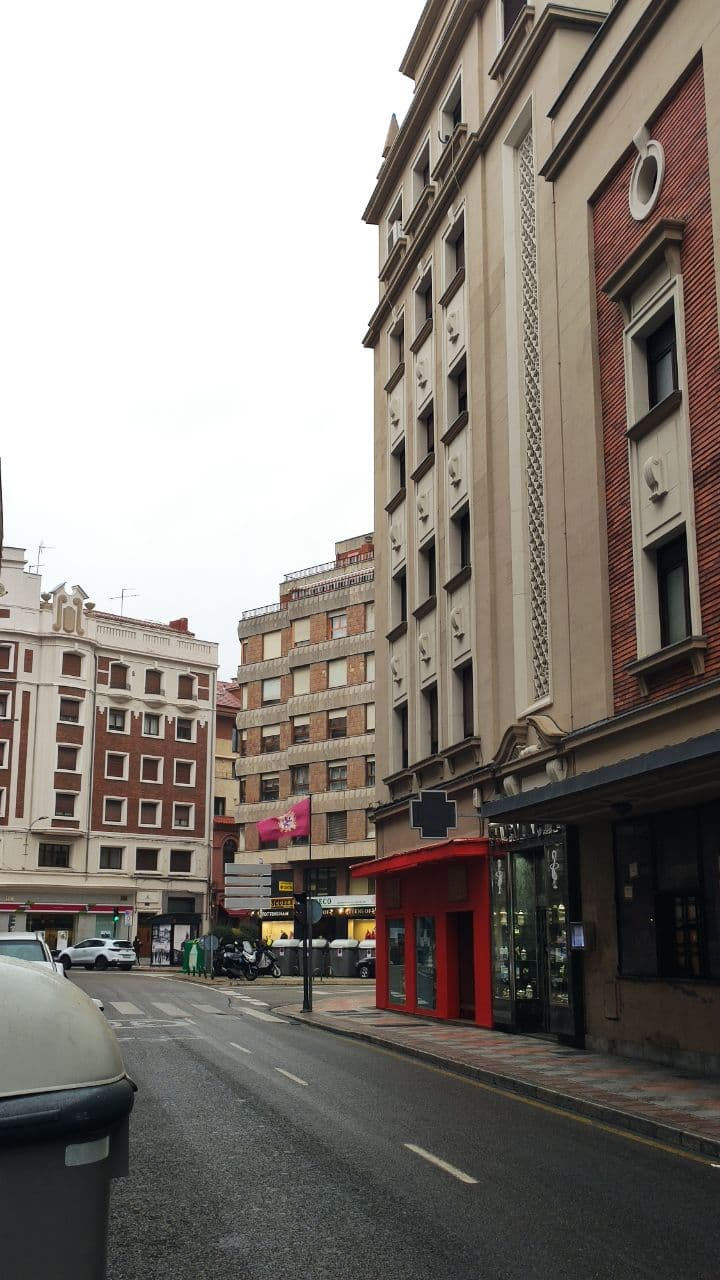

## Edificio
El teatro emperador es un edificio incluido en el catálogo de bienes y elementos protegidos del plan especial de conjunto urbano de la ciudad de León (PECU). Su grado de protección es por tanto de nivel 2, lo que corresponde a una protección de tipo integral, justificándose la misma en la forma que tiene el edificio de resolver un cruce importante de vías en el ensanche de León. El conjunto edificado se resuelve con un volumen principal donde se aloja el teatro y cinematógrafo, un conjunto de locales en planta baja donde se localizan diferentes comercios y varias dependencias en altura donde existen usos variados de oficinas, hostal y viviendas. La construcción tiene cinco pisos, sótano, baja y tres más aunque se eleva a una más en el remate a modo de torre del chaflan con Independencia y Santa Nonia.

### Distribución interior
En la planta del edificio contrasta la forma en herradura de la sala, insertada en el centro, con el perímetro poligonal del conjunto del edificio, de forma trapezoidal. Este contraste se resuelve ocupando el espacio libre con usos terciarios o residenciales, tales como oficinas o viviendas. El desarrollo en la parcela busca resolver de modo monumental un punto de referencia del ensanche de la ciudad.
Por su carácter polivalente, la organización de la sala viene condicionada por el casi imposible compromiso entre las exigencias propias del teatro, que aconsejan una disposición focal de la platea frente al paralelismo de las butacas con la pantalla, consustancial a la proyección de cine. En esta disyuntiva, los arquitectos se decantan por la función dramática adoptando la forma de herradura típicamente teatral, aunque intentan corregir las desventajas para el espectáculo cinematográfico con el alineamiento de las filas de butacas en el entresuelo y el anfiteatro. Paradójicamente, el escenario es minúsculo, de tan solo 13 metros de ancho y 10 de fondo, con una reducida altura libre; un escenario en suma, insuficiente para cualquier tipo de representación. La sala principal se encuentra organizada a la italiana, con patio y plateas en planta baja y un doble anfiteatro en la planta primera y tercera. Existen palcos tanto en la primera como en la segunda planta. El espacio escénico se compone de un foso de orquesta, el escenario propiamente dicho y una torre escénica con galerías. El escenario tiene una superficie limitada, como se menciona antes, de 178 m² y un foso de orquesta de 35 m². El espacio del patio de butacas cuenta con 385 m² donde entra un aforo de 836 localidades sin contar las 6 plateas, los 18 palcos y el anfiteatro segundo.
La dotación del teatro se completa con camerinos, aseos, dos taquillas y un guardarropa, así como con cabinas técnicas en las plantas primera y tercera. El acceso a los diferentes elementos del teatro se resuelve con un vestíbulo donde se encuentra una gran escalera de mármol que comunica las plantas baja y primera creando un foyer a dos alturas.
El interior de la sala conserva prácticamente intacto su estado original y representa todo un compendio del ornamento que finge una nobleza material ficticia a base de la decoración de escayola, los tonos calientes, los elementos dorados, los cortinajes y las alfombras.

### Fachada
La imagen externa, perfectamente simétrica, busca enmascarar la diversidad interna. Los huecos que corresponden al teatro adoptan formas domésticas que funcionalmente pueden resultar inapropiadas, en favor de una asimilación de los vanos que sirven a los usos residenciales o terciarios. A partir de este criterio, el estilo arquitectónico empleado es el mayoritario en la época, el neohistoricismo imperial, caracterizado por ser simétrico, severo, bien proporcionado y moderadamente ornamentado en puntos singulares.
La fachada se fragmenta en las tres bandas clásicas. El zócalo, de una planta, se asocia íntegramente al uso cinematográfico y teatral. En los tres lados principales se remata con sendas marquesinas para resguardo del público congregado en la calle. La franja central se compone en vertical, disponiendo los huecos en varias series de columnas, una para cada zona identificable de los alzados. Las cajas de escalera se iluminan con un hueco rasgado, velado por una celosía moldeada in situ, que acentúa la verticalidad, a la vez que da un contrapunto ritmado a la uniforme generalidad. En el cuerpo bajo, la cornisa se forma con el faldón amansardado de la cubierta, acabado en pizarra, según la moda neoherreriana, y con buhardillas que establecen una referencia con la composición de huecos en el paramento inferior.
En la torre del chaflán la cornisa se desdobla en dos plantas enmarcadas por potentes líneas de molduraje y coronadas con un pináculo, del mismo sabor neoherreriano. La fachada trasera tiene muchas concomitancias con el teatro Trianón lo que induce a otorgar un mayor peso del reconocido a la aportación de Sanz al proyecto. Este frente se concibió con la errónea idea de que el solar colindante, de titularidad pública, fuese dedicado a zona ajardinada, algo que finalmente no fue así, ya que dicho solar fue ocupado por el Instituto Leonés de Cultura.